# Highbury Stadium (Fleetwood)
Das Highbury Stadium ist ein Fußballstadion im englischen Fleetwood, Grafschaft Lancashire. Die Spielstätte ist die Heimat des Fußballclubs Fleetwood Town. Von 2006 bis 2014 war der FC Blackpool Reserves ebenfalls im Stadion ansässig. Die Anlage liegt an der Highbury Avenue, die ihr den Namen verleiht.

## Geschichte
Die Eröffnung und das erste Spiel im Stadion fanden im September 1939, unmittelbar vor dem Ausbruch des Zweiten Weltkrieges, statt. Zu einem zweiten Spiel kam es erst sieben Jahre später. Nach dem Krieg diente die Sportstätte von 1948 bis 1952 auch der Mannschaft der Fleetwood Flyers als Speedwaybahn. Ab dem Jahr 2007 wurde die Anlage einer umfangreichen Renovierung unterzogen. So entstand der Percy Ronson Stand an der Südseite. Mit dem Aufstieg 2008 in die Conference North wurde das Stadion um den Highbury Stand im Westen und den Memorial Stand an der Nordseite ergänzt. Hinzu kamen eine neue Flutlichtanlage und zusätzliche Parkplätze.
In der zweiten Bauphase stand die Errichtung der neuen Haupttribüne im Mittelpunkt. Die Arbeiten sollten 2009 beginnen, verzögerten sich aber um ein Jahr auf Mai 2010. Am 16. April 2011 fand die Einweihung der 4,5 Millionen £ teuren Tribüne statt. Der Parkside Stand beherbergt unter seinem bogenförmigen Dach insgesamt 2.054 Plätze sowie die Umkleidekabinen, sieben Logen und einen großen Raum zur Gästebewirtung.

## Zuschauerschnitt und Besucherrekord
Der Besucherrekord mit 6.150 Zuschauern wurde am 13. November 1965 in der 1. Runde des FA Cup 1965/66 gegen den AFC Rochdale aufgestellt.
- 2011/12: 2.265 (Conference National)
- 2012/13: 2.856 (Football League Two)
- 2013/14: 2.819 (Football League Two)
- 2017/18: 3.140 (EFL League One)
- 2018/19: 3.165 (EFL League One)
- 2019/20: 3.130 (EFL League One)

## Tribünen
Auf seinen vier Rängen bietet das Highbury Stadium 5.327 Plätze für die Besucher.
- Parkside Stand: Haupttribüne, Ost
- Percy Ronson Stand: Hintertortribüne, Süd
- Highbury Stand: Gegentribüne, West
- Memorial Stand: Hintertortribüne, Nord